# Bonatea flexilineata
Bonatea flexilineata là một loài bướm đêm trong họ Geometridae.